# RIG Falköping
RIG Falköping est un club suédois de volley-ball fondé en 1993 et basé à Falköping, évoluant pour la saison 2019-2020 en Elitserien.

## Effectifs

### Saison 2020-2021
| No                                         | Nom                                        | Date de naissance                          | Taille                         | Poids                          | Poste                          |
| ------------------------------------------ | ------------------------------------------ | ------------------------------------------ | ------------------------------ | ------------------------------ | ------------------------------ |
| 1                                          | Maya Persson                               | 3 janvier 2003                             | 158                            |                                | Libero                         |
| 7                                          | Line Andersson                             | 3 avril 2003                               | 178                            | 72                             | Réceptionneuse-attaquante      |
| 8                                          | Elise Ask                                  | 16 juin 2003                               | 181                            |                                | Centrale                       |
| 9                                          | Selma Robinson                             | 10 août 2003                               | 180                            | 64                             | Réceptionneuse-attaquante      |
| 10                                         | Matilda Dahlström                          | 22 octobre 2003                            | 182                            | 74                             | Centrale                       |
| 11                                         | Elin Larsson                               | 2 mars 2003                                | 187                            | 75                             | Réceptionneuse-attaquante      |
| 13                                         | Nina Lupin                                 | 5 octobre 2002                             | 182                            | 70                             | Passeuse                       |
| 19                                         | Poa Andersson                              | 17 janvier 2002                            | 174                            | 68                             | Réceptionneuse-attaquante      |
| 25                                         | Nathalie Arvidson                          | 4 décembre 2002                            | 173                            | 64                             | Passeuse                       |
| 26                                         | Mia Birkedal                               | 16 janvier 2002                            | 165                            | 63                             | Libero                         |
| 29                                         | Hilda Gustafsson                           | 25 décembre 2002                           | 183                            | 72                             | Passeuse                       |
| 32                                         | Kajsa Kjellgren                            | 3 juillet 2002                             | 176                            |                                | Réceptionneuse-attaquante      |
| 33                                         | Cecilia Malm                               | 30 septembre 2002                          | 178                            | 70                             | Réceptionneuse-attaquante      |
| 35                                         | Paulina Lindberg                           | 19 mai 2002                                | 191                            | 78                             | Centrale                       |
| 36                                         | Nora Lundmark                              | 21 septembre 2002                          | 171                            |                                | Libero                         |
| 37                                         | Sandra Nketia Acheampong                   | 4 novembre 2002                            | 176                            | 62                             | Réceptionneuse-attaquante      |
| 38                                         | Emma Sandvall                              | 9 juin 2002                                | 179                            | 70                             | Réceptionneuse-attaquante      |
|                                            |                                            |                                            |                                |                                |                                |
| Encadrement technique                      | Encadrement technique                      |                                            | Légende                        | Légende                        | Légende                        |
| Entraîneur : Ettore Guidetti               | Entraîneur : Ettore Guidetti               | Entraîneur : Ettore Guidetti               | : Capitaine                    | : Capitaine                    | : Capitaine                    |
| Entraîneur(s) adjoint(s) : Ronny Jacobsson | Entraîneur(s) adjoint(s) : Ronny Jacobsson | Entraîneur(s) adjoint(s) : Ronny Jacobsson | : Joueuse blessée actuellement | : Joueuse blessée actuellement | : Joueuse blessée actuellement |